# Копай (посёлок)
Копай (укр. Копай) — посёлок, входит в Барский район Винницкой области Украины.
Население по переписи 2001 года составляло 246 человек. Почтовый индекс — 23054. Телефонный код — 04341. Занимает площадь 0,43 км². Код КОАТУУ — 520255303.

## Местный совет
23053, Вінницька область, Барський р-н, смт. Копайгород, вул. Леніна